# 포이스

포이스

포이스(웨일스어: Powys [ˈpou̯.ɨ̞s])는 웨일스 동부에 위치한 주급 자치시로 행정 중심지는 랜드린도드웰스이며 면적은 5,179km2, 인구는 133,000명(2011년 기준), 인구 밀도는 25명/km2이다. 북쪽으로는 귀네드와 덴비셔, 렉섬 자치시, 서쪽으로는 케레디기온과 카마던셔, 남쪽으로는 론다커논타브와 머서티드빌 자치시, 카이어필리 자치시, 블라이나이궨트, 몬머스셔, 니스포트탤벗, 동쪽으로는 잉글랜드와 접한다. 이곳에 있는 뉴타운 (포이스)은 로버트 오웬이 태어난 곳이다.